# العلاقات الرواندية الرومانية
العلاقات الرواندية الرومانية هي العلاقات الثنائية التي تجمع بين رواندا ورومانيا.

## مقارنة بين البلدين
هذه مقارنة عامة ومرجعية للدولتين:
| وجه المقارنة                                              | رواندا                                        | رومانيا                                                                               |
| --------------------------------------------------------- | --------------------------------------------- | ------------------------------------------------------------------------------------- |
| المساحة (كم2)                                             | 26.34 ألف                                     | 238.40 ألف                                                                            |
| عدد السكان (نسمة)                                         | 12.21 مليون                                   | 19.59 مليون                                                                           |
| الكثافة السكانية (ن./كم²)                                 | 463.55                                        | 82.17                                                                                 |
| العاصمة                                                   | كيغالي                                        | بوخارست                                                                               |
| اللغة الرسمية                                             | اللغة الكينيارواندا، لغة إنجليزية، لغة فرنسية | اللغة الرومانية                                                                       |
| العملة                                                    | فرنك رواندي                                   | ليو روماني                                                                            |
| الناتج المحلي الإجمالي (بليون دولار)                      | 9.14 مليار                                    | 211.80 مليار                                                                          |
| الناتج المحلي الإجمالي (تعادل القوة الشرائية) بليون دولار | 20.46 مليار                                   | 465.56 مليار                                                                          |
| الناتج المحلي الإجمالي الاسمي للفرد دولار أمريكي          | 697                                           | 9.47 ألف                                                                              |
| الناتج المحلي الإجمالي للفرد دولار أمريكي                 | 1.66 ألف                                      | 23.63 ألف                                                                             |
| مؤشر التنمية البشرية                                      | 0.483                                         | 0.793                                                                                 |
| رمز المكالمات الدولي                                      | +250                                          | +40                                                                                   |
| رمز الإنترنت                                              | .rw                                           | .ro                                                                                   |
| المنطقة الزمنية                                           | ت ع م+02:00                                   | ت ع م+02:00، ت ع م+03:00، أوروبا/بوخارست ‏، توقيت شرق أوروبا، توقيت شرق أوروبا الصيفي ‏ |

## منظمات دولية مشتركة
يشترك البلدان في عضوية مجموعة من المنظمات الدولية، منها:
| علم المنظمة | اسم المنظمة                               | تاريخ انضمام رواندا | تاريخ انضمام رومانيا |
| ----------- | ----------------------------------------- | ------------------- | -------------------- |
|             | مؤسسة التنمية الدولية                     | 30 سبتمبر 1963      | 12 أبريل 2014        |
|             | يونسكو                                    | 7 نوفمبر 1962       | 27 يوليو 1956        |
|             | مؤسسة التمويل الدولية                     | 6 نوفمبر 1975       | 23 سبتمبر 1990       |
|             | منظمة حظر الأسلحة الكيميائية              | ?                   | ?                    |
|             | الأمم المتحدة                             | 18 سبتمبر 1962      | 14 ديسمبر 1955       |
|             | الاتحاد الدولي للاتصالات                  | 12 ديسمبر 1962      | 9 فبراير 1866        |
|             | منظمة الشرطة الجنائية الدولية             | ?                   | ?                    |
|             | البنك الدولي للإنشاء والتعمير             | 30 سبتمبر 1963      | 15 ديسمبر 1972       |
|             | الاتحاد البريدي العالمي                   | ?                   | ?                    |
|             | المركز الدولي لتسوية المنازعات الاستشارية | 14 نوفمبر 1979      | 12 أكتوبر 1975       |
|             | وكالة ضمان الاستثمار متعدد الأطراف        | 27 سبتمبر 2002      | 10 سبتمبر 1992       |
|             | منظمة التجارة العالمية                    | ?                   | 1995                 |

## وصلات خارجية
- موقع وزارة الخارجية الرواندية
- موقع وزارة الخارجية الرومانية